# Cybaeina
Cybaeina là một chi nhện trong họ Cybaeidae.